# Бирз, Аманда
Аманда Бирз (англ. Amanda Bearse; род. 9 августа 1958, Уинтер-Парк, Флорида) — американская актриса, режиссёр и телевизионный продюсер. Она стала известна после участия в фильме ужасов 1985 года «Ночь страха». В 1987 году Бирз получила роль Марси Дарси в ситкоме «Женаты… с детьми», где она снималась до 1997 года, а также выступила в качестве режиссёра шоу. После завершения сериала она стала успешным телевизионным режиссёром и практически перестала работать как актриса. Она сняла значительное количество эпизодов таких сериалов как «Дарма и Грег» и «Риба», а в 2011 году кратко вернулась на телеэкран в сериале «До смерти красива».
Бирз родилась в Уинтер-Парке, штат Флорида, и изучала актёрское мастерство в Нью-Йорке, где в 1982 году дебютировала с роли в дневной мыльной опере «Все мои дети».
Бирз — открытая лесбиянка с 1993 года, в 2010 году она вступила с брак со своей партнершей Керри Шенкен, с которой находится в отношениях с 1989 года. У них есть приёмная дочь Зои.

## Фильмография
- Все мои дети (дневная мыльная опера, 1982—1984)
- Первым делом (1983)
- Протокол (1984)
- Студенческие каникулы (1985)
- Ночь страха (1985)
- Отель (1 эпизод, 1986)
- Поколение DOOM (1995)
- Семейка Монстер (1995)
- Женаты… с детьми (260 эпизодов, 1987—1997)
- До смерти красива (2 эпизода, 2011)
- Управление гневом (1 эпизод, 2013)